# 強森冰川
74°55′S 134°45′W / 74.917°S 134.750°W
強森冰川（英語：Johnson Glacier）是南極洲的冰川，最終在瑪麗伯德地沿岸注入蓋茨冰架，該冰川根據美國地質調查局的測量和美國海軍的空中照片被繪入地圖，以美國海軍的副水手長命名。